# Abdulqawi Ahmed Yusuf
Abdulqawi Ahmed Yusuf (Somali: Cabdulqaawi Axmed Yuusuf; * 12. September 1948 in Eyl) ist ein somalischer Jurist. Er wirkte von 1981 bis 2008 als ranghoher juristischer Mitarbeiter bei verschiedenen Nebenorganen und Sonderorganisationen der Vereinten Nationen. Seit Februar 2009 ist er Richter am Internationalen Gerichtshof. Im Februar 2015 wurde er dessen Vizepräsident. Im Februar 2018 wurde er zum Präsidenten des IGH gewählt.

## Leben
Abdulqawi Ahmed Yusuf wurde 1948 in Eyl geboren und absolvierte seine juristische Ausbildung an der Nationalen Universität Somalias, an der er 1973 sein Studium als Doktor der Rechtswissenschaften (Laurea di Dottore in Giurisprudenza) abschloss. Weitere Studien führten ihn 1974 an die Haager Akademie für Völkerrecht und von 1976 bis 1977 an die Universität Florenz, im Jahr 1980 promovierte er am Institut für Internationale Studien der Universität Genf im Bereich des internationalen Rechts.
Ab 1981 wirkte er in Genf als juristischer Mitarbeiter bei der United Nations Conference on Trade and Development (UNCTAD), bei der er zum Beginn der 1990er Jahre verschiedene Führungsfunktionen übernahm. Von 1992 bis 1994 war er Leiter der UNCTAD-Vertretung in New York. Im Jahr 1994 wechselte er zur Organisation der Vereinten Nationen für industrielle Entwicklung (UNIDO), bei der er bis 1998 als Rechtsberater und Leiter der Rechtsabteilung sowie anschließend bis 2001 als stellvertretender Generalsekretär und Sonderberater für afrikanische Angelegenheiten tätig war. Ab 2001 wirkte er als Rechtsberater und Direktor des Büros für internationale Standards und Rechtsangelegenheiten bei der Organisation der Vereinten Nationen für Erziehung, Wissenschaft und Kultur (UNESCO). Darüber hinaus war er Vertreter seines Heimatlandes beziehungsweise Mitglied der somalischen Delegation bei verschiedenen internationalen Tagungen. Anfang November 2008 wurde er von der Generalversammlung und dem Sicherheitsrat der Vereinten Nationen zum Richter an den Internationalen Gerichtshof in Den Haag gewählt, an dem er zuvor bereits in einem Fall zwischen Dschibuti und Frankreich als Ad-hoc-Richter gewirkt hatte. Seine turnusgemäß neunjährige Amtszeit begann im Februar 2009. Seit Februar 2015 hatte er außerdem für drei Jahre das Amt des Vizepräsidenten des Gerichtshofs inne. Im Februar 2018 wurde er zum Präsidenten des IGH gewählt.
Abdulqawi Ahmed Yusuf ist Begründer und Herausgeber des African Yearbook of International Law und Mitglied des Herausgeberbeirates des Asian Yearbook of International Law. Seit 1999 gehört er dem Institut de Droit international an.

## Werke (Auswahl)
- L'élaboration d'un code international de conduite pour le transfer de technologie: Bilan et perspectives. Genf 1985
- Droit international: Bilan et perspectives. Paris 1991
- Standard-setting in UNESCO. Leiden 2007